# Princesas do Mar
Princesas do Mar é uma franquia brasileira originada de um livro homônimo publicado em 2004, escrito e ilustrado por Fábio Yabu. Entre 2006 e 2010 o livro foi extendido pra uma franquia com outros livros sendo lançados, junto de um desenho animado co-produzido com a Australia e Espanha, além de outros produtos como brinquedos e revistas. A série de animação foi exibida no canal Discovery Kids Brasil e na América Latina, e já foi vendida para mais de 40 países.

## Enredo
A série se passa num lugar no fundo do mar conhecido como o Mundo de Salácia, sendo um reino escondido que foi fundado por uma deusa conhecida por Salácia para que diferentes famílias reais pudessem governar sobre cada animal marinho, ao mesmo tempo que se mantém escondidos do povo da superfície, dos quais são referidos como Terra Firmes pelos salacianos, para evitar grandes conflitos com a primeira regra do reino sendo evitar serem vistos por eles. As protagonistas da série são o trio de princesas Polvina, Tubarina e Estér, que são grandes amigas desde que eram bebês e estudam juntas com outros príncipes e princesas na escola da professora Márcia. Muitas vezes o trio é visto se aventurando pelos mares atrás de ajudar algum animal e vivendo diversas aventuras pelo reino.

## Conceito e Produção
Depois do cancelamento do gibi dos Combo Rangers em 2004 por falta de verba pra pagar os artistas, Fábio Yabu decidiu criar uma nova série focada num público completamente diferente de sua série anterior visando garotas pequenas, após fazer desenhos criando uma menina com cabelos em forma de polvo que veio a se tornar a Polvina. O plano inicial era pra fazer um desenho animado, porém devido a dificuldade para fazer animação no Brasil nos anos 2000 ele optou por trabalhar com um livro ilustrado.

## Personagens

### Principais
- Polvina (Helena Palomanes) - Ela é a princesa dos polvos. Ela possui um cabelo rosa (vermelho nos livros) com o formato de um polvo, sendo a única a não possuir um chapéu ou capacete remetendo ao seu palácio, além de usar um sutiã e uma saia rosa similar a tentáculos de polvo. Normalmente tende a ser a líder do trio sendo uma menina calma e gentil que gosta de ler, mas que não hesita em se arriscar pra ajudar seus amigos. Tem como melhores amigas Ester e Tubarina.

- Ester (Milena Queiroz) - Ela é a princesa das estrelas do mar. Possui cabelo castanho e usa um chapéu amarelo em forma de estrela além de usar um sutiã e saia amarelos com pontas que também lembram estrelas. É a melhor amiga de Polvina e Tubarina e sempre as acompanha em suas aventuras. Normalmente tende a ser a mais animada, brincalhona e travessa do trio. Sua maior rival é a Marli com quem compete em muitas coisas.

- Tubarina (Fernanda Vignolo) - Ela é a princesa dos tubarões. Possui um capacete azul e redondo similar a um tubarão além de usar um biquini azul. Ela tende a ser a mais geniosa e temperamental do trio, as vezes mandona e arrogante, mas frequentemente aprende com seus erros. Quase sempre está junta de suas melhores amigas Polvina e Ester, além de ser prima de Marcelo com quem não se dá muito bem.

### Outros príncipes e princesas
- Marcelo - É o príncipe dos tubarões-martelo, e primo de Tubarina. Ele usa um capacete cinzento similar a um tubarão martelo e veste calças compridas da mesma cor. Passou a se residir no Palácio do Tubarão a partir do episódio "O Baile Real" pelos seus pais estarem de viagem, desde então se tornando um personagem frequente na série. Ela normalmente não se dá muito bem com Tubarina e as vezes age como antagonista sendo acompanhado de seu amigo Hugo, porém com o tempo ele passa a se redimir e ter uma relação melhor com as garotas.

- Hugo (Pedro Crispim) - É o príncipe das tartarugas marinhas, herdeiro do trono como sua irmã gêmea, Tata. Ele se veste similar a um ciclista com um capacete azul similar a uma tartaruga, shorts pretos e uma camisa azul com mangas brancas e um 10 no peito. Normalmente aparece como melhor amigo de Marcelo frequentemente o acompanhando, embora se mostre mais tímido e ingênuo do que ele. Ele foi introduzido no episódio "O Diário".

- Marli (Bárbara Ficher) - Ela é a princesa dos peixes-espadas. Ela usa um chapéu em forma de um peixe espada azul com olhos fechados e beiços amarelados. Normalmente aparece como uma garota arrogante que age como rival para Ester competindo com ela em muitas coisas. Foi introduzida no episódio "As Babás".

- Bia (Victória Ficher) - É a princesa do Reino Abissal que vive na região mais profunda do mar. Ela possui um chapéu similar a um peixe-pescador e tem uma aparência asiática com longos e lisos cabelos pretos com uma mecha vermelha, vestido branco e um cetro com um lampião. Conheceu Polvina e suas amigas no episódio "O Brinquedo" tornando amiga delas desde então frequentemente aparecendo nos episódios relacionados ao Reino Abissal. Ela ocasionalmente lidera o Palácio Abissal devido seus pais frequentemente estarem de viagem pelo reino. Por viver na escuridão ela é sensível a luz e normalmente só sai do reino a noite.

- Leia (Jullie) - É a princesa das baleias. Ela usa um chapéu remetente a uma orca, possui longos cabelos ruivos e um maiô preto e branco. Como princesa Leia se importa muito com as baleias e procura ajudá-las a não terem problemas como ficar presas na praia. Tem um irmão bebê chamado Lelo do qual toma conta no palácio. Tem foco principal no episódio "O Menino" e também tem destaque no episódio "Estrela Cadente".

- Tata (Ana Elena Bittencourt) - Ela é a princesa das tartarugas marinhas e irmã gêmea de Hugo. Usa um capacete similar a uma tartaruga com cabeça e braços amarelos (parecendo um cabelo) e um maiô azul além de ter cabelo castanho. Similar a Leia ela se importa muito em proteger as tartarugas de perigos como do povo da Terra Firme. Ela teve mais destaque nos episódios "Quem É Quem?" e "A Tartaruga Valente".

- Isa (Fernanda Crispim) - É a princesa dos pinguins. Ela usa um chapéu similar a um pinguim dormindo usando um gorro vermelho além de vestir um maiô preto e branco e tem cabelos loiros e ondulados. Ela juntamente de seus pais moram na superfície do Polo Sul, ela gosta de brincar com os pinguins e também demonstra ter resistência com o frio. Ela teve mais destaque nos episódios "Os Pinguins Dourados" e "Entrando Numa Fria".

- Eletropaula - É a princesa das enguias elétricas. Ela usa um chapéu similar a uma enguia azul enrolada com uma lâmpada além de ser ruiva e vestir uma camisa curta e sem mangas e uma saia azuis. Teve sua primeira aparição no episódio "A Mudança" retornando a Salácia depois de anos viajando com a família e se reencontrando com suas velhas amigas Polvina, Ester e Tubarina. Em sua primeira aparição foi referida como Elektra. Ela também tem foco principal no episódio "Estrela Cadente" onde mostra ser capaz de resistir a eletricidade.

- Sirilo - Ele é o Príncipe dos caranguejos. Ele usa um capacete (como o de Tubarina e Marcelo) em forma de um caranguejo laranja e usa uma sunga laranja. Assim como Hugo ele tende a ser um garoto mais calmo, educado e ingênuo. Ele teve mais destaque no episódio "Lar Doce Lar" e "Os Caranguejos-Aranha".

- Vivi - É a princesa das águas-vivas. Ela tem a pele escura e usa um chapéu em forma de uma água-viva rosa além de um biquini rosa que lembra tentáculos de água-viva. Sua principal característica é a de fazer pegadinhas com seus colegas de classe. Ela tem foco principal no episódio "A Pegadinha".

- Delfi - É a princesa dos golfinhos. É loira com duas marias-chiquinhas para baixo, usa um chapéu em forma de um golfinho alegre com olho fechado numa cor lilás e usa um biquini da mesma cor com uma mini saia. Ela teve mais destaque nos episódios "Um Problema de Peso" e "A Grande Fuga".

- Angélica - É a princesa dos Peixes-Anjo. É loira, usa um capacete em forma de peixe anjo amarelo e azul e veste um maiô nas mesmas cores. É a mais distraída e avoada das princesas, tendo dificuldades de se concentrar nas aulas e se distraindo com facilidade com tudo que vê. Ela teve destaque maior no episódio "A Professora Polvina", mas também teve um pouco de foco no episódio "O Peixe-Anjo".

- Mauriço - Ele é o Príncipe dos ouriços-do-mar. Tem a pele escura, usa um chapéu alaranjado com espinhos e uma sunga laranja. Normalmente é retratado como um garoto arrogante e machista que implica com as garotas, mas no fundo é um bom garoto. No desenho animado ele só teve foco principal no episódio "O Grande Jogo".

- Lia - É a princesa dos peixes-leões. Tem a pele escura, usa um capacete rosa em forma de um peixe-leão, com uma saia em forma de barbatana e uma camisa sem mangas com um coração branco no meio. Tem facilmente receio de fazer as coisas. Ela tem foco principal no episódio "A Princesa Desaparecida", mas também tem um pouco de foco no episódio "Beleza".

- Juli e Mari - As princesas dos peixes-palhaços. São duas garotas gêmeas que usam capacetes em forma de peixes-palhaços, sutiã e saias com as roupas de Juli sendo na cor laranja e Mari na cor preta. Elas sempre fazem tudo juntas compartilhando as mesmas ideias e sempre se dão super bem, muito raramente se desentendem e brigam. No desenho animado Mari é referida pelo nome americano Jessi. Elas tiveram destaque maior no episódio "As Gêmeas".

- Soraia - É a princesa das arraias. Possui cabelos azuis, veste um maiô rosa e um chapéu em forma de uma arraia rosa com beiços amarelos. Ela teve destaque maior no episódio "O Presente".

- Camarina - É a princesa dos camarões. Tem cabelos azuis, possui um chapéu rosa em forma de um camarão e um biquini da mesma cor. Ela não gosta quando os camarões são tratados como insignificantes. Ela teve destaque maior no episódio "Tamanho é Documento".

- Caramelo - É o príncipe dos caramujos. A princípio foi introduzido no desenho animado como um figurante como um garoto que normalmente aparecia lendo um livro. É caracterizado como um menino de óculos e cabelos verdes que usa um chapéu semelhante a uma concha de caramujo com espinhos, na primeira temporada tinha óculos quadrados, uma camisa ciano com um jaleco branco e calças azuis, porém na segunda temporada foi redesenhado com óculos redondos e sem camisa. Ele teve destaque maior no episódio "Os Piratas".

- Socita - É a princesa das garoupas. Possui longos cabelos pretos com uma bandana em forma de uma garoupa rosa com pintinhas azuis e usa uma regata e saia das mesmas cores. Ela teve destaque maior no episódio "A Aula de Piano" onde Marcelo demonstra gostar dela.

- Matilda - Uma princesa que aparece no desenho animado. Foi apresentada no primeiro episódio "Perdido" como uma das alunas que estão indo pro primeiro dia de aula chegando a falar com Polvina e Ester, porém pelo resto da série aparece apenas como uma figurante. Pouco se sabe sobre ela ou qual animal ela representa. Possui pele escura e um capacete de um peixe laranja.

- Agostinha - É a princesa das lagostas. Possui cabelos pretos e veste um chapéu em forma de uma lagosta rosa com um biquini da mesma cor. Normalmente aparece apenas como uma figurante tanto nos livros e desenho.

- Dinho - Ele é o Príncipe dos baiacus. Ele é um garoto gordinho com um capacete em forma de um baiacu laranja com barriga branca e shorts laranjas. Ele é dono do Bib do qual empresta pra Polvina e suas amigas brincarem, porém ao contrário dele Dinho nunca teve nenhuma aparição tanto no desenho ou nos livros tendo sido apenas apresentado numa descrição própria no site da série.

- Lelo - Irmão bebê de Leia e príncipe das baleias. Apareceu no episódio "As Babás" onde foi cuidado por Ester e Marli. Ele retorna no episódio "Festa Surpresa" onde dessa vez Tubarina toma conta dele, porém nesse episódio ele é referido pelo nome americano Naimo.

- Victor (Luciano Monteiro) - Irmão mais velho de Tubarina que estuda fora de Salácia e ocasionalmente volta pra visitar sua família. Tubarina não se dá muito bem com ele por sentir inveja dele receber mais atenção que ela. Ele tem gosto por artes se mostrando um bom artista tendo preferido seguir esse caminho do que ser esportista como seu pai esperava. Ele veste um terno azul e possui um capacete similar ao da irmã, mas sem os olhos. Apareceu apenas no episódio "Meu Querido Irmão".

- Saulo - É o príncipe dos salmões. Apareceu apenas no episódio "Apeixonada" como um novo amigo de Marcelo, com Ester se apaixonando temporariamente por ele. Tende a ser arrogante e convencido. Ele possui uma irmã bebê que aparece no episódio "A Boneca".

Na série também são vistos outros personagens como figurantes que nunca tiveram foco ou sequer tiveram seus nomes e animais mencionados. Três deles foram batizados por fãs como Jaune, Goldina e Flourison, porém esses nomes não são oficiais da série.

### Animais
- Tavinho - É o polvo roxo de estimação de Polvina. Ele tem foco maior no episódio "Morrendo de Cócegas" onde Polvina revela que ele originalmente era um polvo órfão que foi encontrado por sua mãe e dado para ela.

- Telo - É a estrela do mar amarela de estimação de Ester. Seu real nome é Estelo.

- Dentinho - É o tubarão azul de estimação de Tubarina.

- Slipper - O peixe abissal de estimação de Bia. Ele é uma enguia pelicano marrom que é grande o suficiente para carregar Bia pelo reino abissal.

- Panjo - Um cavalo marinho selvagem amigo de Polvina e Ester.

- Bib - É o peixe baiacu de estimação de Dinho que é amigo do trio e as vezes aparece brincando com elas.

- Ferrão - Um tubarão adulto e verde claro que serve ao Palácio do Tubarão e aparentemente pertence ao Rei Tubarão. Ele aparece com foco maior no episódio "O Baile Real" e tem uma pequena aparição no episódio "O Resgate".

- Casco - Uma tartaruga marinha adulta que é o animal do Rei Tartaruga. Ele aparece no episódio "A Coroa Perdida".

- Rajado e Faísca - As enguias-elétricas de estimação de Eletropaula. Eles aparecem no episódio "Estrela Cadente".

- Babu - A baleia de estimação de Leia. Ele aparece no episódio "Estrela Cadente".

- Pipo e Poko - Os golfinhos de estimação. Quase sempre estão com sua dona e são bem animados. Eles aparecem nos episódios "Um Problema de Peso" e "A Grande Fuga".

- Taro - Uma tartaruga marinha amiga de Tata. Tinha medo de ir pro oceano, porém ganhou coragem com a ajuda de um medalhão dado a Ester. Ele aparece no episódio "A Tartaruga Valente".

- Rafa - O peixe-anjo de estimação de Angélica. Ele aparece no episódio "O Peixe-Anjo".

### Outros personagens
- Salácia - Uma deusa dos mares de cabelos vermelhos que foi responsável por fundar o reino que leva seu nome, no passado tendo escolhido diferentes famílias para governarem cada espécie de animal marinho. Ela é baseada na deusa grega de mesmo nome relacionada a Netuno. Ela nunca apareceu na série, mas chegou a ser mencionada em alguns poucos episódios, em um deles possuindo uma data relacionada a ela.

- Professora Márcia (Mariangela Cantú) - É a professora da escola de Salácia. Ela é um dos poucos Salacianos a aparecerem na série a não ser relacionados com realeza. Usa óculos e possui um cabelo azul similar a uma onda.

- Rei Polvo (Alexandre Marconato) e Rainha Polvo (Flavia Fontenelle) - São os pais de Polvina e os líderes dos polvos. Diferente da filha eles possuem os cabelos e as roupas vermelhas tal como nos livros originais. Ambos possuem pouquíssimas aparições no desenho animado.

- Rei Tubarão (Mário Cardoso) e Rainha Tubarão (Carol Crespo) - São os pais de Tubarina e os líderes dos tubarões. O rei se mostra como um dos principais líderes de Salácia muitas vezes liderando o resto das realezas em discursos, além de se mostrar bastante sério. Dentre os reis, o Rei Tubarão é o que mais é visto aparecendo no desenho animado tendo um grande foco muitas vezes repreendendo Tubarina e as vezes suas amigas. A rainha por outro lado tem pouquíssimas aparições.

- Rei Estrela do Mar (Maurício Berger) e Rainha Estrela do Mar (Ângela Bonatti) - São os pais de Ester e os líderes das estrelas do mar. Eles se mostram bem pacientes quanto as travessuras de sua filha que muitas vezes desobedece eles.

- Rei Pinguim e Rainha Pinguim - Os pais de Isa. A rainha apareceu com foco no episódio "Os Pingüins Dourados" onde é mostrado que ele possui um par de brincos em forma de pinguins dourados.

- Rei Tartaruga e Rainha Tartaruga - Os pais de Hugo e Tata. Apenas o rei chegou a aparecer com foco no desenho no episódio "A Coroa Perdida", e assim como os filhos ele possui um capacete de ciclista em forma de um casco de tartaruga.

- Professor Bernardo - Um professor substituto na escola do mar. Substituiu Márcia no episódio "O Novo Professor" onde a princípio não se dá bem com Polvina, porém reapareceu no episódio "A Princesa de Verdade" dando aula pra Tubarina.

- Zuzu - Uma velha senhora moradora do reino que no passado chegou a servir ao Palácio do Tubarão chegando a cuidar do rei quando  ele era um bebê (do qual chamava de Colinho). Apareceu apenas no episódio "Uma Ajudinha" onde se apresentou como uma senhora que vivia sozinha numa casa acabada com seus filhos morando fora do reino e sendo ajudada pelo trio recebendo a companhia do tubarão Squirt.

- Duante - Um menino que mora no fundo do mar e frequentemente está de viagem pelo reino atrás de curar os animais doentes, sendo capaz de se comunicar com todos os animais mesmo não sendo um príncipe. Ele apareceu apenas no episódio "O Curandeiro" como um novo amigo de Ester. Por frequentemente estar ocupado procurando animais pra tomar conta ele não possui casa e não tem muito tempo pra se comunicar com as pessoas.

- Família Real da Barracuda - No episódio "O Reino Perdido" o trio se questiona se existe alguma princesa que reine sobre as barracudas e descobrem a existência de um palácio em ruínas em Salácia levando a crer que esse reino desapareceu há séculos levando as barracudas a se tornarem agressivas sem seu próprio reinado. No episódio "A Nova Princesa" é revelado que a última princesa das barracudas deixou o Reino de Salácia para se casar com um humano da terra firme fazendo o trio acreditar que a menina que aparece nesse episódio seja uma descendente por conseguir se dar bem com as barracudas, porém o mistério nunca foi resolvido.

### Terras Firmes
É como o povo de Salácia chamam as pessoas que moram na superfície. A primeira regra de Salácia é nunca ser visto por uma pessoa da terra firme. Aparentemente o povo de Salácia fala uma língua diferente dos Terras Firmes, pois os Terra Firmes são vistos falando numa língua incompreensível.
- Pescadores - Nos episódios "A Coroa Perdida", "Um Problema de Peso" e "A Grande Fuga" dois pescadores lembrando muito Seu Madruga e Sr. Barriga do seriado mexicano Chaves aparecem. Ambos serviram como antagonistas nesses episódios.
- Combo Rangers' Personagens da série de quadrinhos homônima de Fábio Yabu que foram criados antes das Princesas do Mar. Eles notavelmente são vistos aparecendo em vários episódios da série como figurantes sendo turistas na praia. Dos personagens da série apenas Fox, Tati, Lisa, Ken, Kiko e Luke aparecem como adolescentes sem quaisquer interação direta com os protagonistas. No entanto versões crianças deles aparecem com foco principal no episódio "Os Piratas", com a exceção de Luke.
- O Menino - No episódio "O Menino" um garoto da terra firme recebe ajuda do trio junto de Leia (disfarçadas com algas cobrindo suas) para salvar uma baleia que estava presa perto da praia. Ele acaba retornando no episódio "O Admirador Secreto" onde tenta criar uma armadilha pra poder atrair o trio pra tirar fotos delas e provar suas existências. Ele é considerado o primeiro Terra Firme a saber da existência do povo de Salácia.
- O Bebê - No episódio "O Resgate" o trio ajuda um bebê da terra firme que estava preso dentro de uma caverna acima do reino de Salácia dentro de um bote que flutuou até esse local retirando-o de lá. Assim como o menino ele é um dos dois Terra Firmes a verem um salaciano. Ele reaparece no episódio "A Festa Surpresa" onde ele chega a fazer amizade com o irmão de Leia, Lelo/Naimo.

## Livros
- Princesas do Mar (ISBN 8587537601)
- Princesas do Mar - Uma Sombra na Água (ISBN 8576950081)
- Princesas do Mar - As Cartas de Vento (ISBN 9788588948327)
- Princesas do Mar - A Balada da Princesa Esquecida (ISBN 9788588948990)

Há ainda quatro livros para o público em alfabetização:
- Princesas do Mar - Mistério da Escola do Mar (ISBN 9788588948433)
- Princesas do Mar - O Peixe Lendário (ISBN 9788588948440)
- Princesas do Mar - O Pequeno Herói (ISBN 9788588948891)
- Princesas do Mar - Tartarugas em Perigo (ISBN 9788588948907)
- Princesas do Mar – O Desafio dos Tubarões
- Livros Princesas do Mar – O Monstro no Fundo do Mar

## Desenho animado
O desenho animado foi produzido pela brasileira Flamma Films em co-produção com a espanhola Neptuno Films (a mesma de O Patinho Feio e Connie, a Vaquinha) e a australiana Southern Star (a mesma de Bananas de Pijamas e Hi-5).
A 1ª temporada começar a ser exibida em 2009 na Discovery Kids (em canal fechado) totalizando 56 e 8 especiais de 11 minutos cada. A 2ª temporada passar a ser exibida em breve também pela Discovery Kids  também tendo um total 58 episódios e 9 especiais de 11 minutos. Em 2010 a série passou a ser exibida na TV Cultura (em canal aberto) por um certo tempo exibindo somente a primeira temporada e temporada especial, 2 episódios e episódios especial por dia. Foram ao todo 114 episódios produzidos.

### Episódios
1ª temporada
- 1- Perdido / A Pérola - Enquanto estão indo para seu primeiro dia de aula Polvina e Ester recebem um pedido de ajuda de um cavalo marinho sobre uma baleia filhote que se perdeu da manada e elas decidem ajudá-la a voltar pro seu bando ao mesmo tempo que se deparam com um tubarão. / Tubarina decide pegar a pérola do cetro de seu pai escondida pra usar num trabalho escolar, porém na volta pra casa a pérola acidentalmente cai no reino abissal e juntamente de Polvina e Ester elas descem até o local pra pegar a pérola de volta.
- 2- O Menino / Os Pingüins Dourados - Enquanto se aprontava pra visita de sua avó Ester é chamada por Polvina e Tubarina pra ajudar Leia a salvar uma baleia filhote que ficou encalhada perto de uma praia, porém elas se deparam com um menino da Terra Firme e ficam em receio de serem notadas, porém elas decidem se disfarçar com algas e pedir ajuda ao menino pra salvarem a baleia. / Ester encontra um par de brincos dourados em forma de pinguins que foram perdidos pela mãe de Isa, porém decide ficar com eles. No entanto os pinguins passam a criar vida se comportando como consciência para Ester questionando sua atitude em não devolvê-los.
- 3- O Baile Real / Tubarão de Passagem - Tubarina descobre que seu primo Marcelo vai passar a morar por um tempo em sua casa enquanto seus pais estão viajando, porém ela acaba não gostando disso. Depois ocorre um baile de reis e rainhas no Palácio do Tubarão, curiosas Tubarina e suas amigas juntas de Marcelo decidem entrar de penetra pra ver ao mesmo tempo que despistam o tubarão que foi deixado tomando conta deles. / Tubarina convida suas amigas para verem a travessia dos tubarões-baleia, porém descobrem que o líder Léo está doente e que seu companheiro Lipe está perdido e elas decidem ajudá-lo.
- 4- O Diário / O Brinquedo - Professora Márcia leva seus alunos para a biblioteca de Salácia pra fazerem projetos escolares, Polvina leva seu diário, porém ele acaba desaparecendo. Ela decide pedir ajuda a suas amigas, porém elas acabam sendo seguidas por Marcelo e Hugo. Durante a procura eles descobrem que outros objetos vermelhos estão aparentemente sendo roubados por diferentes animais que ao fim se revela ser um polvo imitador. / Polvina encontra um polvo de brinquedo em seu quarto com um cartão com um idioma que ela não reconhece. Ela descobre que o texto era do Reino Abissal o que leva ela junta de suas amigas a procurar respostas sobre a origem disso. Ao chegarem no Reino Abissal elas conhecem Bia e fazem amizade com ela.
- 5- A Coroa Perdida / As Babás - Polvina e Ester decidem ir pra escola montadas em Panjo, porém acidentalmente causam problemas chegando a esbarrar com o Rei Tartaruga fazendo a coroa que ele estava carregando cair e ser pescada por terra firmes. Arrependidas elas decidem retornar ao local para recuperar a coroa que está no barco de dois pescadores. / Ester e Marli se oferecem para serem babás de Lelo enquanto Leia não está presente no Palácio da Baleia, porém elas veem dificuldades quando Lelo some tentando procurar sua baleia de pelúcia Bibi.
- 6- O Retorno / Lar Doce Lar - O trio descobre que sua velha amiga Elektra está voltando pra Salácia depois de tanto tempo, porém elas ficam com receio em não recebê-la bem como sua amiga, porém Elektra acaba tendo muitos problemas no seu retorno mesmo com suas amigas tentando lhe preparar uma festa até que Marcelo ajuda ela. / O Palácio do Polvo fica infestado de caranguejos migratórios que pararam pra descansar, com isso Polvina se vê forçada a residir em outro lugar. Ester e Tubarina se oferecem a hospedar Polvina em seus quartos revezando em dias diferentes, porém Polvina acaba sentido desconforto em conviver com elas.
- 7- O Monstro / A Festa - Polvina fala pra Tubarina, Ester, Marcelo e Hugo sobre a existência de um monstro polvo gigante o que leva os meninos e as meninas a tentarem competir pra ver quem consegue achar esse polvo, porém ao perseguir um filhote de polvo Marcelo e Hugo acabam ficando presos numa caverna cabendo as meninas procurar um jeito de resgatá-los. / Ester decide organizar uma festa com seus colegas de classe, em casa enquanto estava tentando escrever uma lista pra festa ela decide usar a caneta especial de seu pai que está guardada há gerações para escrever, porém acaba sem querer a quebrando e tenta buscar um jeito de consertá-la antes que ele perceba.
- 8- Arte / O Desenho - Ester faz uma escultura de Polvina e Tubarina pra exposição de artes da escola, porém as duas acabam não gostando muito da forma que vão ser representadas temendo virar alvo de piadas por conta da escultura. Nisso elas decidem criar um plano pra evitar que a escultura não vá pra exposição, porém elas acabam acidentalmente a deixando cair numa área com água quente e arrependidas decidem criar um plano pra recuperá-la. / Tubarina faz um desenho tirando sarro da Professora Márcia, porém acidentalmente entrega pra ela sem perceber junto de seu trabalho escolar. Temendo que ela descubra o desenho ela decide bolar um plano junto de suas amigas pra pegar o desenho na casa da professora antes que ela veja.
- 9- A Tempestade / Medo de Palco - O trio encontra um peixinho machucado no meio de uma tempestade e decidem levar ele até a casa de Ester, porém Telo acaba ficando com ciúmes do peixe. / O trio precisa fazer uma apresentação de flauta no auditório da escola, porém Polvina desenvolve um medo de palco e fica com receio em tocar na frente de todo mundo. Ester e Tubarina descobrem isso e decidem procurar uma maneira de ajudá-la a perder esse medo.
- 10- A Discussão / O Silêncio - O Rei Tubarão e o Rei Estrela do Mar acabam tendo uma discussão um contra o outro que resulta neles proibindo suas filhas de se verem, o que também leva Tubarina e Ester a também se desentenderem e ficarem uma contra a outra. Polvina fica inconformada e tenta de tudo para fazer as duas fazerem as pazes. / Depois de passar vergonha na classe por culpa de Marcelo e ver  seus colegas incluindo suas melhores amigas rindo dela Tubarina decide ficar calada com todo mundo como forma de revolta. Polvina, Ester e Marcelo tentam procurar uma forma de fazê-la voltar a falar com eles novamente.
- 11- A Desculpa / A Corrida - Ester inventa uma desculpa pra Professora Márcia alegando que seu pai está doente pra poder terminar o dever de casa, porém a professora acredita e dá uma porção de uvas esperando que ele melhore. Em casa o Rei vê as uvas com um pedido de melhoras e Ester tenta enganá-lo dizendo que são pra professora está doente e ele acredita nisso, o que leva Ester a procurar mais desculpas para todos. / A professora organiza um teste para os alunos seguirem uma rota seguindo cada ponto, porém Tubarina, Ester e Marcelo decidem competir entre si tratando o teste como uma corrida e ignorando Polvina.
- 12- O Resgate / Quem É Quem? - Salácia fica ameaçada de ser descoberta pelos terra firmes porque vários navios e helicópteros ficam rodeando a região do reino. Enquanto os reis discutem o que fazer o trio acaba descobrindo que a razão disso foi por conta de um bebê que ficou perdido em alto mar e elas decidem bolar um plano para fazê-lo voltar a Terra Firme, mas sem que elas sejam vistas. / Polvina e Tubarina acabam acidentalmente batendo as cabeças uma na outra, posteriormente Ester começa a especular que as cabeçadas fizeram ambas mudar de personalidade ao ver Tubarina tirar uma nota alta e Polvina uma nota baixa. Enquanto isso Tata decide procurar um jeito de proteger as tartarugas marinhas dos pescadores, mas acaba ficando presa numa gaiola cabendo ao trio ter que salvá-la.
- 13- Vamos Compartilhar / Poderosa Tubarina - O trio junto de Marcelo recebem um salão abandonado que foi doado para usarem como um lugar só pra eles no entanto coisas estranhas acontecem quando cadeiras começam a se mover do nada fazendo-os acharem que o lugar está assombrado. / Tubarina fica sozinha e no comando do Palácio do Tubarão depois que seus pais e Marcelo saem numa viagem de uma semana. Polvina e Ester ficam interessadas em entrar na sala secreta, porém Tubarina decide manter pose de uma líder madura e séria o que preocupa suas amigas. As duas decidem convencer Tubarina a parar de se comportar assim convencendo-a abrir a sala secreta.
- 14- Morrendo de Cócegas / Estrela Cadente - Tavinho fica com um problema de soltar tinta toda vez que dá risada e Polvina tenta cuidar dele, porém no momento que ela o deixa sozinho com os outros mascotes ele some indo em direção da Terra Firme. Ao tentarem buscar Tavinho eles descobrem que o lugar onde ele foi está cheio de terra firmes turistas na praia nadando e observando o fundo do mar por meio de um barco, porém Marcelo consegue uma forma de resgatar Tavinho sem serem vistos. / Enquanto ficam olhando pras estrelas no céu o trio junto de Eletropaula veem um satélite cair no mar que elas acreditam ser uma estrela. No dia seguinte elas encontram uma porção de animais marinhos adoecendo por conta da poluição causada pelo satélite e decidem criar um plano pra se livrar dele.
- 15- A Pegadinha / O Grande Jogo - Depois de serem pegas por uma das pegadinhas de Vivi isso leva Tubarina e Ester a tentarem fazer uma pegadinha contra ela, porém Vivi mostra-se mais esperta que elas pra cair nos truques. As duas tentam pedir ajuda a Polvina que cria um plano de assustar Vivi dentro de uma caverna, porém Polvina acaba sumindo na caverna o que faz Tubarina, Ester e Vivi a procurarem. / Mauriço decide liderar Marcelo e Hugo para juntos entrarem na liga de pólo amadora disputando pela vaga contra as menina o que leva Ester a querer liderar Polvina e Tubarina, porém a rivalidade entre Mauriço e Ester acaba ficando fora do controle. Ao jogarem a bola cai no Reino Abissal, Mauriço e Ester descem e se encontram com Bia que está com um problema com duas lulas e é ajudada pelos dois que resolvem suas diferenças.
- 16- A Gota D'Água / Os Tubarões Martelo - A Rainha Estrela do Mar cansada de ver Ester trazer tantos animais pro palácio decide proibir a filha de trazer mais animais ameaçando mandar todos embora. Porém Ester acaba levando um bebê tubarão pro palácio e acaba o perdendo cabendo a pedir ajuda as suas amigas e os outros animais para achá-lo. / Centenas de tubarões-martelo se reúnem em Salácia o que faz o trio ficar interessado em saber o que eles querem, elas tentam pedir ajuda a Marcelo, porém ele se recusa revelando ter medo de se aproximar de tantos tubarões-martelo. Nisso o trio tenta encontrar um meio de fazê-lo perder seu medo.
- 17- Meu Querido Irmão / O Reino Perdido - Victor, o irmão de Tubarina retorna ao palácio para passar um tempo com a família enquanto está de férias de sua escola para o desânimo de Tubarina que teme perder atenção de todos pra ele. Porém quando Tubarina encontra um documento que revela que Victor desistiu dos esportes pra estudar artes ela tira proveito pra usar isso para manipulá-lo ameaçando de dedurar para seu pai. / Depois de serem perseguidas por barracudas o trio fica curioso para saber se existe uma família real que represente as barracudas. Elas descobrem a localização do Palácio da Barracuda no Vale do Crespúsculo, porém o encontram-no em ruínas ao mesmo tempo que elas ficam encurraladas por barracudas.
- 18- O Presente / Apeixonada - Em meio a um trabalho escolar em grupo sobre as arraias Marcelo tenta tirar proveito entrando no grupo de Soraia subornando as garotas a fazerem todo trabalho duro por ele através de brinquedos dados a cada uma. O trio tenta descobrir da onde vem esses brinquedos e descobrem que eles eram feitos por Hugo e bolam um plano pra acabar com o plano de Marcelo. / Marcelo apresenta seu novo amigo Sal e Ester fica perdidamente apaixonada por ele a primeira vista. Polvina e Tubarina acabam não gostando da obecessão de Ester por Sal principalmente por notarem que ele é um garoto rude e arrogante e decidem criar um jeito de fazer Ester perder interesse por ele.
- 19- Adorno de Cabeça / O Mistério da Maçã - Ester encontra um boné (que é referido como adorno de cabeça pelos personagens) no fundo do mar e ao leva-lo pra escola chama a atenção dos outros alunos. Tubarina com inveja decide ir a terra firme atrás de conseguir um boné o que leva Polvina e Ester irem atrás dela antes que ela seja descoberta pelo povo da terra firme. / Os alunos começam a fazer uma guerra de comida no pátio da escola o que leva a Profa. Márcia a impedir isso e perguntar a todos os alunos quem foi que começou aquilo. Nisso os alunos decidem procurar por pistas pra saber como tudo começou e encontrar o culpado.
- 20- A Maquiagem / A Boneca - Querendo prepará-la pra sua festa de aniversário surpresa Ester e Tubarina decidem dar um trato em Polvina com um kit de maquiagem, no entanto elas acabam fazendo uma maquiagem péssima em Polvina e tentam impedi-la de se olhar no espelho, porém ao tentarem desfazer a maquiagem acabam deixando tudo pior. / Depois de Marli provocar Tubarina ao achar uma boneca (que se assemelha muito a Chiquinha do Chaves sem os óculos) no quarto dela, Tubarina decide se livrar da boneca dando ela pra adoção, mas se arrepende disso. Depois ela descobre que a boneca foi dada a filha bebê da Rainha Salmão, Tubarina tenta roubar a boneca para tê-la de volta, mas logo se arrepende disso.
- 21- Grandes Amigas / O Novo Professor - Após encontrar um náutilo Polvina faz um pedido. Ester e Tubarina ficam curiosas para saber qual foi o pedido de Polvina e tentam suborná-la competindo para saber que Polvina considera sua melhor amiga, no entanto, após Polvina revelar que conheceu as duas juntas no jardim de infância Ester e Polvina passam a se considerar melhores amigas e passam a desprezar Polvina, porém ao final elas se arrependem. / Um professor novo chamado Bernardo aparece substituindo a Professora Márcia temporariamente, porém sem querer Polvina acaba causando uma série de acidentes ao novo professor fazendo-o pensar que Polvina era uma aluna problemática. Enquanto Polvina tenta procurar um meio de convencê-lo que ela é uma boa aluna, o Professor Bernardo acaba por ser atacado por um polvo.
- 22- Entrando Numa Fria / Um Problema de Peso - Um enorme iceberg surge em Salácia fazendo com que muitos peixem sofram no frio. O trio encontra Isa com uma porção de pinguins no iceberg, porém ela se recusa a ajudar a resolver o problema preferindo ficar brincando com os pinguins. Decepcionadas o trio decide ajudar os peixes, porém Isa acaba por precisar da ajuda delas ao ver que os pinguins começaram a se sentir mal por conta do calor criando juntas um plano para se livrarem do iceberg. / Depois de ver que Dentinho engordou, o Rei Tubarão decide dar uma ordem pra Tubarina pra que ela o emagreça em uma semana caso contrário ele irá devolvê-lo ao mar. O trio percebe que ele engordou de tanto comer guloseimas das três e recorrem ajuda a Delfi para que seus golfinhos Pipo e Poko ajudem-no a emagrecer, porém eles acabam ficando presos numa rede cabendo a Dentinho recorrer a ajuda para salvá-los.
- 23- A Tartaruga Valente / O Desafio - O trio persegue Tata até a praia onde descobrem que ela está tentando ajudar uma tartaruga chamada de Taro a ir pro oceano, porém ele tem medo de uma lancha (que está sendo pilotada por Fox e Kiko dos Combo Rangers). Ester tenta ajudá-lo a superar o medo dando-lhe um medalhão pra ele se sentir corajoso, porém Taro fica tão confiante de sua coragem que ele não só assusta Fox e Kiko como acaba por ligar a lancha quase fazendo-a atingir os Terra Firmes na praia. / Ester e Marcelo ficam competindo um com o outro em desafios bobos pra desânimo de Polvina e Tubarina. Isso chega num ponto que os dois acabam indo longe a desafiar um ao outro a quebrarem a primeira lei de Salácia de não serem vistos por um Terra Firme. Os dois vão até um cais onde está ocorrendo uma corrida de nado e decidem se misturar com os nadadores, porém Polvina e Tubarina vão atrás deles pra os impedir de serem vistos.
- 24- A Grande Fuga / O Desfile - Os golfinhos de Delfi, Pipo e Poko, conhecem um novo golfinho que as garotas nomeiam como Lino, porém isso acaba sendo uma isca pra eles serem sequestrados por dois pescadores para um parque onde estão outros golfinhos para apresentações. Com isso o trio e Delfi decidem invadir o local em busca de encontrar um meio de libertarem os golfinhos sem serem pegas pelos Terra Firmes. / Os alunos da escola de Salácia decidem fazer um projeto pra um desfile num festival no reino e planejam um barco alegórico, porém Polvina acaba por ficar encarregada de fazer tudo enquanto seus amigos inventam desculpas pra fazer outras coisas não ajudando ela em nenhum momento. Em consequência disso o desfile acaba dando errado com o barco se despedaçando no meio do desfile.
- 25- A Princesa Desaparecida / A Mandona - O trio se questiona onde está Lia depois de não vê-la em um longo tempo e descobrem que ela está desaparecida. Com ajuda do polvo imitador elas a encontram e descobrem que ela fugiu de casa com receio de fazer um discurso para os peixes-leões anciões. Ester decide criar um plano para trazer os peixes anciões para Lia roubando a comida que dois peixes levavam pra Lia, porém isso acaba pondo o trio em risco ao serem perseguidas por um cardume até serem salvas por Lia. / Tubarina questiona quando vai ser sua vez de ser monitora da classe, Polvina e Ester tentam impedir que Tubarina saiba que ela não está inclusa na lista de alunos pra monitoramento, porém falham em fazer isso. Ao descobrir que tem o poder de mandar qualquer aluno para a sala de estudos Tubarina abusa disso mandando todo mundo que ela vê pra lá por pouca coisa o que deixa seus amigos irritados por ela ser muito mandona.
- 26- O Peixe-Anjo / O Medo da Ester - Tubarina se oferece pra tomar conta de Rafa, o peixe-anjo de Angélica enquanto a mesma está fora, porém ao querer fazer seu dever de casa com as amigas ela abandona Rafa com Dentinho em seu quarto deixando um pouco de comida. Ao se encontrar com Polvina e Ester as duas enganam Tubarina alegando que peixes-anjo tem perigo de comer até explodir e ao voltar e não encontrar Rafa acredita nisso e tenta pegar outro peixe-anjo pra substituí-lo, porém as coisas pioram quando um cardume deles as segue pro palácio. / O trio se prepara pra uma corrida de trenó contra os garotos, porém após um acidente Ester passa a ficar com medo de andar no trenó de novo. Enquanto isso Marcelo tenta trapacear pondo peso extra em seu trenó. Polvina decide assumir a liderança do trenó no lugar de Ester, porém não querendo que Marcelo faça sua dança de vitória ela decide superar seu medo e toma a liderança.

2ª temporada
- 27- As Casamenteiras / A Nova Princesa - Cansadas de serem incomodadas por duas tartarugas rabugentas o trio acredita que ambas são assim por serem solitárias e decidem fazer de tudo para ambas se encontrarem e virar amigas, porém por mais que tentem ambas brigam entre si. No fim Tubarina decide usar Tata no plano para fazer as tartarugas se unirem pra salvar ela. / O trio descobre que um grupo de barracudas estão se comportando de maneira alegre quando uma menina terra firme começa a nadar por perto o que leva elas a crer que ela possa ser descendente da perdida família real das barracudas. O trio decide se aproximar da menina que está acampando com a mãe (uma pesquisadora) numa ilha atrás de mais respostas, porém ao final quando a menina vai embora elas ficam com mais perguntas.
- 28- A Princesa Dançarina / Más Vibrações - Ester e Tubarina acabam se humilhando acidentalmente numa apresentação de dança e ficam com vergonha de serem tratadas como piada. Polvina revela que está entre os alunos que farão crítica sobre as apresentações o que faz Ester e Tubarina colocarem pressão em Polvina pra não falarem mal delas jogando culpa uma na outra pelo ocorrido. Polvina então encontra um meio de enganar suas amigas pra poder publicar sua crítica. / Vendo que Ester não tem uma relação boa com Marli, Tubarina diz que seus pensamentos negativos criam más vibrações. Depois de uma série de coisas ruins acontecer com Ester ela se convence a tentar ser mais positiva e gentil com Marli, porém acaba percebendo que isso é mais difícil do que parece.
- 29- Boatos / Batalha das Bandas - O trio recebe a notícia de que Bia irá visitá-las em breve, porém ao ouvirem isso Marli e Vivi começam um boato que se espalha com os outros príncipes e princesas alegando o povo abissal ser esquisito e assustador. Não gostando disso o trio tenta convencer seus colegas de classe que Bia não é do jeito que eles estão pensando, então decidem criar um plano com uma festa para atrair eles a conhecerem Bia. / Marcelo, Hugo e Sirilo armam uma banda para uma competição o que chama atenção do trio, porém ao serem provocadas pelos garotos por só tocarem flauta as três decidem entrar na competição. No entanto em todo lugar que elas tentam praticar elas são interrompidas pelos seus bichinhos tocando música. No final por brigarem as meninas e os meninos acabam sendo desclassificados enquanto Tavinho, Telo e Dentinho vencem juntos.
- 30- A Avó Fugitiva / A Má Princesa - Está ocorrendo o Dia de Salácia e por tradição os salacianos usam um vermelho pra celebrar o dia. Ester revela que todo ano sua avó costuma lhe presentear com um gorro vermelho que ela não gosta e faz questão de sempre perder, porém quando a avó descobre isso Ester fica arrependida achando que a magoou e junta de suas amigas pensam que ela caiu por acidente no Reino Abissal onde são atacadas por um peixe que acaba se acalmando ao ver o gorro. No final Ester passa a mudar de ideia sobre o presente de sua avó. / Vendo que Marcelo e Hugo ficam usando Polvina pra fazer seus deveres Ester e Tubarina e achando ela boa demais convencem que ela precisa ser má para dar uma lição neles a fantasiando como um fantasma para assustá-los num acampamento, porém Polvina tem um acidente com peixes-papagaios e acaba não só assustando como causando uma bagunça junto dos meninos. No dia seguinte os meninos são castigados pelo Rei Tubarão pela bagunça e Polvina arrependida tenta contar a verdade.
- 31- O Golfinho Doente / Tamanho é Documento - Ester pede ajuda as suas amigas acreditando que Terras Firmes (que são Luke e Lisa dos Combo Rangers) estavam tentando capturar uma golfinho chamada Misty e criam um plano pra soltá-la, porém após fazer isso Delfi aparece e revela que eles eram apenas cientistas que estavam querendo tratá-la de uma doença. Com isso as garotas acabam tendo que procuram ver se os Terras Firmes possam voltar pra tratar da Misty. / O trio junto de Camarina descobre por meio de camarões que um submarino dos Terras Firmes está rodeando por perto com risco de encontrar Salácia. É revelado que o pai de Ester havia inventado uma tinta nova pra deixar as construções invisíveis pros Terras Firmes e juntas dos outros alunos decidem começar pintando a escola, porém Tubarina fica constantemente menosprezando os camarões por serem pequenos. No entanto a tinta acaba e é revelado que é necessário de uma areia especial pra fazer mais, mas não sabem onde encontrá-la, porém os camarões acabam por ajudar a resolver esse problema.
- 32- A Professora Polvina / Os Piratas - Professora Márcia pede para que Polvina ajuda Angélica na matéria de geometria ao perceber que ela não tem prestado muita atenção na aula. No entanto a constante falta de atenção de Angélica frequentemente se distraindo com tudo o que olha e ignorando os estudos acaba por irritar Polvina a ponto dela pensar em desistir de ensiná-la. Porém ao final Polvina consegue achar um meio de poder ensinar a lição pra Angélica. / O trio conta sobre a aventura que tiveram no episódio "A Grande Fuga" pros colegas de classe o que inspira Caramelo a querer se aventurar também junto a elas. Cansado de esperar ele decide procurar por uma aventura e se depara com um navio pirata onde cinco crianças (que são os Combo Rangers) estão sendo perseguidas por piratas e ele decide salvá-las prendendo os piratas. Porém o trio procura por Caramelo até chegar ao navio e descobrem que aquilo era só uma festa a fantasia.
- 33- Uma Ajudinha / A Grande Bagunça - Enquanto o trio buscava ajudar um tubarão-zebra elas conhecem uma velha senhora com problemas de memória e que sabe falar com tubarões chamada Zuzu que mora sozinho numa casa velha caindo aos pedaços. Tubarina decide pedir ajuda ao seu pai e é revelado que Zuzu já conhecia o Rei Tubarão quando ele era um bebê estando disposto a querer dar um lugar melhor pra Zuzu. Porém Polvina e Ester não querendo que ela vá pra um asilo decidem dar um jeito na casa. / O trio descobre que Terras Firmes estão jogando lodo no Recife Dourado por meio de um navio fazendo isso cair em cima dos animais e decidem bolar um plano pra que eles parem de fazer isso. Depois de falharem ao tentar convencer os turistas na praia elas decidem roubar o navio e levá-lo pra longe.
- 34- O Amigo do Marcelo / O Mural - Tubarina descobre que Marcelo conseguiu um tubarão-martelo de estimação chamado Snicker do qual o Rei Tubarão deu permissão pra que ele o mante-se. Porém Snicker arma um monte de bagunça na frente do trio e o rei acaba acusando Dentinho de ter feito isso. Com isso o trio decide criar um plano pra que ele saiba que Snicker é o real culpado. / Ester tem a ideia de fazer um mural pra escola, porém acaba descobrindo que Elektra teve a mesma ideia que ela o que acaba fazendo com que as duas compitam entre si. No entanto enquanto a medida que elas fazem seus murais elas acabam por sem querer continuar tendo as mesmas ideias pras coisas.
- 35- O Recife Proibido / O Acidente - Tubarina percebe que seu pai e Marcelo estão bolando alguma coisa escondidos dela. Depois de vasculhar e encontrar um mapa pra o Recife Proibido Tubarina junta de suas amigas decidem segui-los escondidas e ao chegarem ao lugar descobrem que ele é um cemitério dos Terras Firmes com navios de guerra afundados. Marcelo e o rei veem o trio irem ao recife, porém ao tentar impedi-las acabam ficando presos dentro de um dos navios o que faz com que o trio tenha que resgatá-los. / Polvina machuca a perna num desabamento numa caverna de cristais e Ester decide ajudá-la enquanto ela não pode sair de casa. No entanto Polvina acaba gostando dos mimos de Ester que com tempo acaba por preferir continuar na cama mesmo quando sua perna fica boa. Porém quando Ester descobre a farsa ela fica de mal com Polvina parando de falar com ela.
- 36- Os Pássaros / O Anel - Polvina fica interessada em achar um meio de poder voar após observar pássaros. Nisso Polvina começa a estudar possibilidades pra voar chegando a tentar criar um transporte pra voar, porém após ver um avião Terra Firme ela decide vê-lo mais de perto, no entanto quando ela sobe na perna do avião o mesmo começa a decolar levando ela junto pelo céu, mas ela é salva por um dos pássaros que observava. / Durante um passeio escolar no museu Tubarina vê o anel da Princesa Salácia sair de dentro da cúpula e ao pegá-lo ele fica preso em seu dedo. Ao tentar tirar o anel em casa junto das amigas elas acabam fazendo o anel sem querer cair pra fora da janela e ao pegá-lo de volta ele é acidentalmente engolido por peixes-espada. O trio decide pedir ajuda a Marli pra encontrar o anel de volta, porém após encontrá-lo elas perdem o anel de volta, mas no fim o anel volta até elas no museu.
- 37- Os Observadores de Baleias / Os Guardiões - Depois de descobrirem que vários barcos de turistas Terras Firmes estão perseguindo as baleias a fim de tirar fotos atrapalhando sua imigração o trio junto de Leia começam a criar planos para que as baleias parem de ser perseguidas pelos Terra Firmes. / Os alunos recebem a tarefa de fazer uma redação sobre a Princesa Salácia tentando descobrir qual animal foi escolhido por ela para ser o guardião dos mares, porém cada princesa considera que seu animal é o guardião. O trio decide procurar através dos livros qual animal é o real guardião dos mares e acabam indo até as ruínas do palácio da Salácia onde encontram um livro secreto que revela que os guardiões são os baiacus.
- 38- Amigas Para Sempre / O Admirador Secreto - Depois que os mascotes do trio acidentalmente quebram uma janela no palácio tubarão as três discutem entre si jogando a culpa nos animais uma da outra o que as faz querer quebrar sua amizade depois de tantos anos parando de se falar, porém elas acabam notando que isso não adianta muito. Com isso elas decidem tentar procurar saber quem anda quebrando as janelas do palácio com a bola. / Polvina começa a encontrar conchas deixadas em lugares específicos e ela acredita que pertencem a um admirador dela. Ester e Tubarina decidem acompanhar Polvina afim de tentar descobrir quem era o admirador, mas descobrem que é o mesmo menino do episódio "O Menino" que está com uma câmera da qual usa para tirar fotos do trio. As meninas tentam impedi-lo de ir embora com as fotos, porém uma mãe tubarão acaba espantando o garoto e destruindo sua câmera acabando com suas provas.
- 39- Princesa Reclamona / A Aula de Piano - Leia começa a ficar popular quando pega o jeito jogando Bola do Mar na escola o que acaba por deixar Ester com raiva, pois sente que está a manha no jogo e reputação para Leia. Com isso Ester decide querer desistir de continuar jogando, porém Polvina e Tubarina decidem criar um plano fazendo todos jogarem bola na frente do palácio estrela afim de esperar que Ester mude de ideia. / Marcelo começa a ter aulas de piano com Socita e pouco depois é revelado que ele está afim de Socita. Tubarina tenta pregar uma peça nele dando conselhos para Marcelo ser rude com Socita alegando que garotas gostariam dessas coisas vindas de um menino, porém a brincadeira acaba não saindo como ela esperava ao ver Socita e Marcelo chateados, mas ao final é revelado que todos armaram um plano contra Tubarina.
- 40- Amor de Tubarão / As Gêmeas - Tubarina ajuda um tubarão que estava amarrado e isso faz o tubarão criar afeição por ela a ponto de ficar perseguindo ela querendo-a como sua namorada. Não gostando disso Tubarina e suas amigas decidem criar um plano para se livrarem do tubarão procurando uma namorada pra ele. / Tubarina fica interessada em participar do concurso de flores, porém teme que não possa ganhar por Juli e Jessi sempre ganharem nesse concurso. Nisso Tubarina decide criar um plano pra que as duas briguem entre si e se separem criando um boato entre os alunos, porém Polvina e Ester acabam não aprovando a atitude de Tubarina
- 41- O Tesouro / As Estrelas do Mar Gigantes - O trio junto de Marcelo descobrem um mapa do tesouro no aposento do Rei Tubarão e decidem ir até o local pra achar esse tesouro. No entanto Tubarina e Marcelo no percurso ficam brigando constantemente, mas aprendem que precisam ajudar um ao outro. / Bia pede ajuda a Ester para livrar um um grupo de estrelas do mar gigantes que apossaram do palácio abissal, porém quando Ester se apresenta pras estrelas elas decidem nomear Ester como sua rainha. Porém é revelado que a real intenção das estrelas é de querer invadir o Reino de Salácia para dominá-lo junto de Ester.
- 42- Mágica / A Poção de Alga - Hugo começa a chamar atenção com truques de mágica na escola, porém Marcelo acaba ficando com ciúmes. Hugo pede pra Marcelo ser seu assistente, porém Marcelo humilha Hugo em público arruinando sua mágica o que leva Hugo a querer se afastar de Marcelo. Arrependido Marcelo decide procurar um jeito de se redimir fazendo as pazes com seu amigo. / Tubarina encontra um tubarãozinho assustado e tenta ajudá-lo, porém ela não consegue se aproximar dele. Ela tenta pedir ajuda pro seu pai, porém ele diz que precisa de tempo para ele ganhar sua confiança. Tubarina achando que ele precisava tomar um remédio decide procurar por algas especiais, porém descobre que elas são guardadas por uma barracuda e nisso tenta achar um meio de passar pela barracuda.
- 43- A Mordida / A Coceira dos Pulsos - O trio descobre que Tatá está ajudando tartarugas marinhas a cuidar de seus ovos na praia e elas decidem ajudá-la, porém depois que Polvina é mordida por uma tartaruga ela passa a desenvolver medo de tartarugas. Ester e Tubarina então tentam ajudá-la a perder seu medo, enquanto isso um javali está de olho nos filhotes  das tartarugas. / Ester fica afim de ter um desenho na pele (tatuagem), porém sua mãe a proíbe de fazer isso. Na escola Vivi revela possuir uma caneta pra desenhar na pele e se oferece pra fazer um desenho no pulso de Ester. Nisso Ester decide esconder a tatuagem dos pais por meio de uma pulseira, porém ela passa a sentir coceira vinda de seu pulso.
- 44- A Festa Surpresa / O Crescimento - Tubarina pede pra suas amigas organizarem uma festa surpresa para ela enquanto ela toma conta do irmão de Leia, Namio. Porém Namio foge do palácio atrás de uma baleia a ponto de chegar até a praia o que leva Tubarina a tentar trazê-lo de volta. / Marcelo bate a perna num coral e se machuca enquanto perseguia Tubarina. Na manhã seguinte ele acorda forte e musculoso, porém a medida que os dias passam ele vai ficando mais forte e musculoso destruindo as coisas no toque e assustando seus amigos.
- 45- A Fuga de Ester / A Receita Secreta - Ester é castigada pelo seu pai depois que ele descobre que ela estava visitando um farol na terra firme ficando proibida de sair de casa, exceto pra ir pra escola. Ester decide sair de casa escondida e vai até o farol, porém quando ela vê um barco bater e começar a soltar óleo ela tenta encontrar um meio de impedir isso. / Ester e Tubarina descobrem que ambas fizeram fatias de alga doce pra feira da escola e não querendo fazer o trabalho juntas decidem competir entre si pra ver quem vai se encarregar do doce na feira. Ambas revelam possuir suas receitas secretas para o doce, porém Polvina fica curiosa em descobrir isso pra acabar com a briga.
- 46- O Peixe Ingrato / O Tubarão Brincalhão - Polvina salva um robalo que estava preso numa armadilha esperando virar amigo dele, porém o robalo se junta a um bando e eles começam a assustar todos os peixes do recife. O trio tenta procurar um jeito de se livrarem dos robalos até descobrir que há um Terra Firme rondando o local. / Enquanto o trio e Marcelo estão ensaiando pra uma peça que é uma versão dos 3 Porquinhos onde o lobo mau é uma barracuda, um tubarão amigo deles chamado Dardo constantemente prega peças fingindo que os Terra Firmes estão atacando no estilo do conto do Pastorzinho Mentiroso. Porém quando Dardo vê Terra Firmes jogando lixo nos mares ele tenta pedir ajuda, mas é ignorado.
- 47- O Susto / O Mar Gelado - Marcelo provoca o trio dizendo que as meninas se assustam com facilidade chegando a usar uma fantasia que lembra muito a enguia de Bia. Nisso o trio cria um plano pra dar susto em Marcelo fazendo-o ir pro Reino Abissal se encontrar com Bia, porém ele acaba por ser confundido com uma enguia de verdade por dois filhotes. / Os pais de Isa deixam ela na casa de Polvina enquanto estão tomando conta dos pinguins no período em que eles chocam seus ovos pra sua decepção. O trio tenta animar Isa levando-a a um passeio de golfinhos, porém no caminho elas encontram um pinguim que se separou do grupo e precisa retornar pra chocar seu ovo o que faz as garotas irem até o local com o pinguim.
- 48- O Fala Mansa / O Tremor - Marcelo começa a manipular o trio falando de um jeito gentil com elas afim de convencê-las a fazer coisas pra ele. No entanto elas acabam descobrindo e decidem se vingar dele tentando dar atenção excessiva pra ele. / Começam a ocorrer maremotos em Salácia. Ao procurar por respostas o trio descobre que houve um desabamento de pedras nas cavernar térmicas fazendo com que possa ocorrer uma explosão no reino. Com isso as famílias são obrigadas a saírem da região, porém Tavinho tenta impedir que isso aconteça o que leva ao trio a ir atrás disso.
- 49- Os Caranguejos-Aranha / A Princesa de Verdade -  Dois caranguejos-aranha começam a confrontar entre si em Salácia. O trio tenta pedir ajuda a Sirilo pra resolver o problema, porém ele não consegue. Nisso eles decidem criar um novo plano envolvendo Sirilo pra acabar com a briga. / Depois de ler um livro de contos de fadas sobre uma princesa Dentinho faz Tubarina se questionar porque ela não é como a princesa do livro e acredita que deve ser como tal. Nisso todos criam um plano pra convencer Tubarina que ser uma princesa de contos de fada não é uma coisa boa tratando-a com o que ela menos espera receber como uma princesa.
- 50- A Fenda da Perdição / O Curandeiro - Hugo diz a Marcelo ter encontrado a Fenda da Perdição, um lugar de uma série de livros que eles leram. O trio, exceto por Tubarina, não acreditam nessa história e quando todos vão até o lugar Polvina e Ester tentar desmitificar tudo que eles dizem sobre o local. / Ester conhece um menino que cuida dos animais doentes e é capaz de falar com todos apesar de não ser um príncipe, porém toda vez que alguém chega perto de Ester. Querendo provar que ele é real pras amigas Ester decide procurá-lo a todo custo a ponto de usar o Telo pra enganá-lo.
- 51- O Culpado / O Desafio da Matemática - O trio e Marcelo fazem doces chamados gotas de pérola pro piquenique da escola, porém ao procurarem por Hugo e voltarem pra cozinha eles acham uma bagunça e seguem um rastro até fora do palácio onde acham Hugo. O trio acusa Hugo de ter comido os doces, porém Marcelo o inocenta fazendo-os tentarem procurar o verdadeiro culpado. / Depois que Tubarina vê Marcelo sendo colocado pra fazer parte do desafio de matemática com Polvina e Ester ela começa a provocá-lo o pressionando com ciúmes ao saber que ele vai melhor que ela na matéria pra tomar seu lugar. Tubarina consegue convencer Marcelo a desistir, porém acaba notando que não tem a mesma capacidade de suas amigas pros cálculos.
- 52- Beleza / O Último - Ester ouve escondida um segredo de sua avó sobre o segredo da beleza suprema envolvendo sargaço. Ela conta isso pra suas amigas, porém Polvina se recusa a se evolver nisso achando que a real beleza está nas ações. A notícia espalha pra outras meninas e quando todas usam a alga acabam ficando com os rostos laranjas. / O trio encontra um tubarão-duende pedindo ajuda no Reino Abissal e descobrem que ele não consegue encontrar outros de sua espécie. O trio tenta pedir ajuda a Bia, porém elas acabam acreditando que ele seja o último de sua espécie por não encontrarem nenhum outro. No entanto elas decidem manter a busca pelo Reino Abissal.

### Dublagem
O desenho foi dublado pelo estúdio Audio Corp. Ela possui erros em alguns episódios como nos episódios "A Gota D'Água" e "Adorno de Cabeça" onde Tubarina e Ester aparecem falando com a voz de Polvina em algumas cenas. Na dublagem em espanhol os personagens possuem nomes alterados como Polvina sendo chamada de Pulpita e Tubarina de Tiburina.
- Polvina - Helena Palomanes
- Ester - Milena Queiroz
- Tubarina -  Fernanda Vignolo
- Marcelo - Desconhecido
- Bia - Victoria Ficher
- Hugo - Pedro Crispim
- Marli - Bárbara Ficher
- Tata - Ana Elena Bittencourt
- Leia - Jullie
- Isa - Fernanda Crispim
- Angélica - Indiane Christine
- Caramelo - Eduardo Vignolo
- Victor - Luciano Monteiro
- Professora Márcia - Mariangela Cantú
- Rei Tubarão - Mário Cardoso
- Rei Estrela-do-Mar - Maurício Berger
- Rei Polvo - Alexandre Marconato
- Estúdio: Audio Corp

## Princesas do Mar em outras línguas
- Inglês - Sea Princesses
- Espanhol - Princesas del Mar
- Sérvio - Morske princeze
- Alemão - Die Meeresprinzessinnen
- Italiano - Le Principesse del mare
- Francês - Princesses des Mers
- Romeno - Prinţesele mării

## Exibição
ABC Kids
 Canal+ e Piwi
 KiKa
 RaiSat Smash e Rai 2
 Playhouse Disney Spain
 RTP2 (ZigZag)
 Discovery Kids